# Jérôme-René Demoulin
 (juillet 2011).
Pour les articles homonymes, voir Demoulin.
Jérôme-René Demoulin (né en 1758 à Montpellier et décédé en 1799 à Augusta) est un peintre et un architecte français.

## Biographie
Jérôme-René Demoulin est né à Montpellier en 1758. Fils d'un artisan ferblantier, il suivit de fructueuses études à la Société des Beaux-Arts qui fut créée à Montpellier sous les bons auspices d'Abraham Fontanel. Comme certains de ses meilleurs condisciples, il bénéficia de protections qui lui permirent d'accomplir un voyage décisif en Italie. À son retour, il s'engagea dans le mouvement révolutionnaire et conçut l'une des toutes premières Colonnes de la Liberté érigées en France. 
Paysagiste néo-classique, mais surtout dessinateur fortement inspiré par l'architecture antique, il enseigna à l’École des Arts, Ponts et Chaussées de Montpellier, tout comme Jacques Moulinier (1757 - 1828), également franc-maçon, et se situa au meilleur niveau de la vie artistique montpelliéraine durant cette période. Il mourut prématurément en Sicile (Augusta), en 1799.

## Une redécouverte
Alors qu'il n'existait initialement que deux lignes succinctes dans le Bénézit et le Thieme-Becker, un très important travail de dépouillement d'archives et d'identification de dessins, effectué en 1985 par Dominique Laredo, a permis d'attribuer à Jérôme-René Demoulin plusieurs dizaines de dessins anonymes conservés au Musée Fabre de Montpellier et de retracer sa carrière d'une manière très détaillée. Le 17 novembre 2005, un paysage typiquement néo-classique, portant sa signature, fut vendu aux enchères par Van Ham Kunstauktionen.
Jérôme-René Demoulin s'inscrit dans la mouvance artistique de François-Xavier Fabre, mais sans avoir eu véritablement le temps et l'opportunité de développer un talent qui s'exprime sans doute plus librement dans le dessin que dans la peinture.